# Lauriergracht
Le Lauriergracht (« Canal du laurier » en néerlandais) est un canal secondaire situé dans l'arrondissement Centrum de la ville d'Amsterdam aux Pays-Bas. Situé à l'extérieur de la ceinture de canaux du Grachtengordel, il relie le Prinsengracht au Lijnbaansgracht parallèlement au Bloemgracht situé plus au nord. Il traverse ainsi le quartier du Jordaan selon un axe est-ouest. Comme de nombreuses rues et de nombreux canaux du Jordaan (« Jardin » en ancien néerlandais), le canal a été baptisé en référence à une variété de plantes.

## Histoire
Le canal fut creusé à la suite du lancement des travaux de construction du grachtengordel entre le Brouwersgracht et le Leidsegracht, en 1612. La canal était très populaire auprès des artistes. Parmi ses habitants les plus célèbres, on peut citer le peintre Govert Flinck, le négociant en art Hendrick van Uylenburgh, ou encore plus récemment le peintre impressionniste George Hendrik Breitner.